# Xiuhtecuhtli

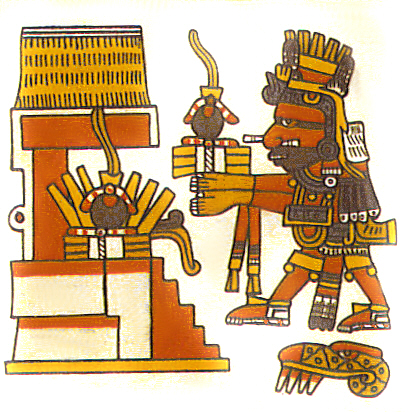
Xiuhtecuhtli jako Pan Nocy wg Kodeksu Borgia

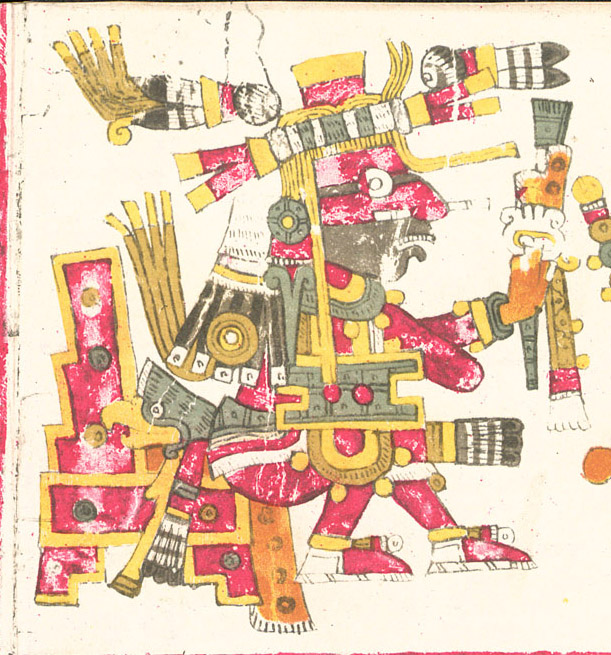
Xiuhtecuhtli wg Kodeksu Borgia

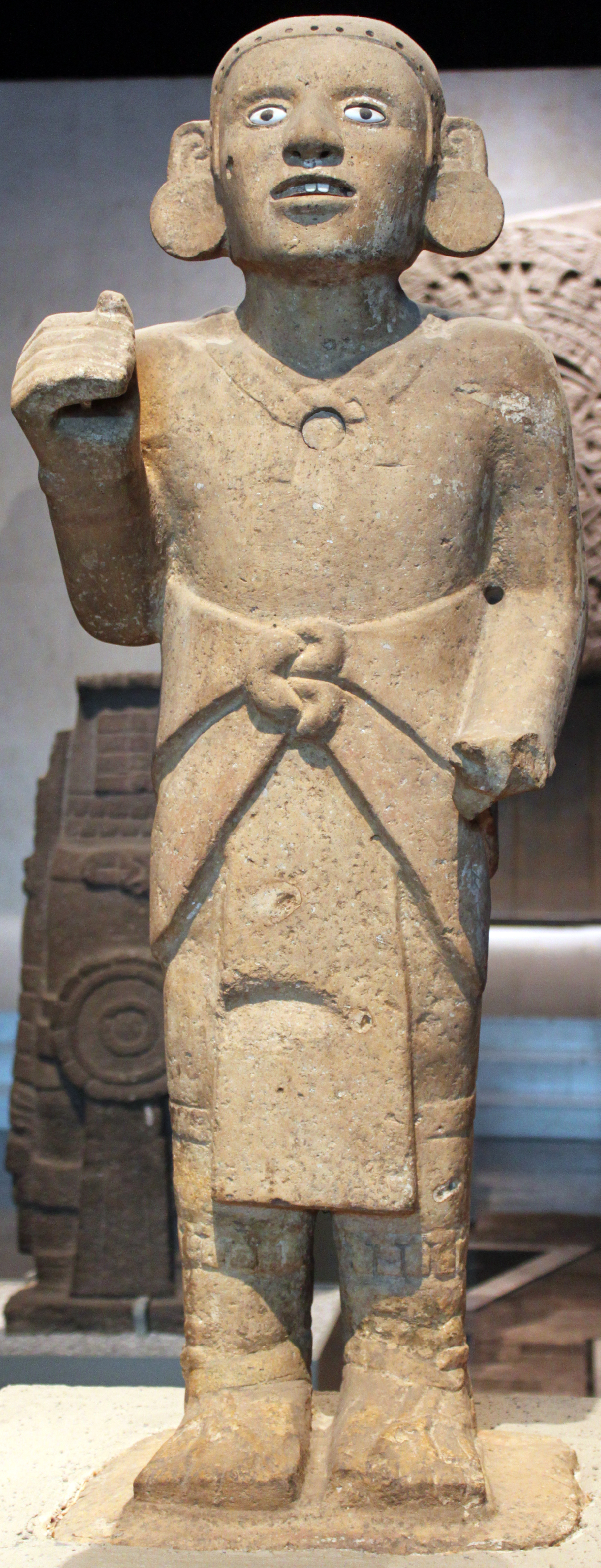
Figura Xiuhtecuhtla w Muzeum Antropologicznym w Meksyku

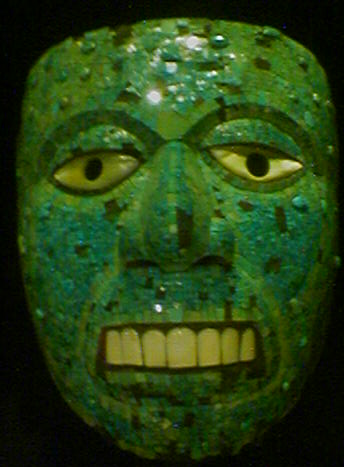
Maska Xiuhtecuhtli w Muzeum Brytyjskim w Londynie

Xiuhtecuhtli [ʃiw'tekʷtɬi] (nah. "Turkusowy Pan" lub "Pan Roku") lub Huehuetéotl (nah. "stary bóg") – w mitologii Azteków bóg ognia i światła, uosobienie życia po śmierci i pan Gwiazdy Polarnej. Uważany za Starego Boga, który pozwolił przodkom na wydobycie się z barbarzyństwa, a także za boga środka – Serce Wszechświata (lub stojącego w jego centrum Pana Ognia). Patron kalendarzowy 9 dnia miesiąca (Atl) i małżonek bogini wody i deszczu Chalchiuhtlicue. Często jest utożsamiany z innym azteckim "starym bogiem" – Huehuetéotl i podaje się ich nazwę łącznie: Huehueteotl-Xiuhtecuhtli.
Bronią Xiuhtecuhtla był Xiuhcoatl – Ogniowy Wąż, czasem nazywany Meteorytowym Wężem, a wtedy Xiuhtecuhtli nazywany był Panem Meteorytów. Ogniowym Wężem posługiwał się też boski patron Azteków – Huitzilopochtli.
Aztekowie na zakończenie 52 letniego cyklu świata obchodzili na cześć Xiuhtecuhtli święto, podczas którego gaszono i z powrotem rozpalano wszystkie ognie. Składano też ofiarę z człowieka, którego po uprzednim ogłuszeniu maczugą lub odurzeniu dymem z konopi, kładziono na rozżarzone węgle (lub rozpalano ogień na piersiach ofiary) i wyrywano serce. Wierzono, iż po zakończeniu ceremonii bogowie byli obłaskawieni (albo też nabrali nowych sił), a świat uratowany na kolejne 52 lata.
Xiuhtecuhtli był przedstawiany jako starzec z kadzielnicą na głowie, z pomalowaną na żółto twarzą.